# اچ‌ام‌اس آرفا
اچ‌ام‌اس آرفا (به انگلیسی: HMS Arpha) یک کشتی بود که طول آن ۱۹۵ فوت ۴ اینچ (۵۹٫۵۴ متر) بود. این کشتی در سال ۱۹۰۰ ساخته شد.